# マリー・フォン・バーデン (1782-1808)
マリー・エリーザベト・ヴィルヘルミーネ・フォン・バーデン（ドイツ語: Elisabeth Wilhelmine von Baden, 1782年9月7日 - 1808年12月8日）は、ドイツのバーデン辺境伯家の公女で、ブラウンシュヴァイク＝ヴォルフェンビュッテル公フリードリヒ・ヴィルヘルムの妻。

## 生涯
バーデンの世継ぎ公子カール・ルートヴィヒと、その妻でヘッセン＝ダルムシュタット方伯ルートヴィヒ9世の娘であるアマーリエの間の五女として生まれた。1802年11月1日にブラウンシュヴァイク＝ヴォルフェンビュッテル公爵家の四男フリードリヒ・ヴィルヘルムと結婚した。
夫の領地が属するブラウンシュヴァイク＝リューネブルク公爵領がナポレオンの弟ジェローム・ボナパルトの創設したヴェストファーレン王国領に併合されると、マリーは2人の幼い息子と一緒に弟カールの住むプフォルツハイムに避難し、1808年に出産に際して死去した。

## 子女
- カール・フリードリヒ（1804年 - 1873年） - ブラウンシュヴァイク公
- ヴィルヘルム・アウグスト・ルートヴィヒ・マクシミリアン・フリードリヒ（1806年 - 1884年）） - ブラウンシュヴァイク公